# 原脩次郎

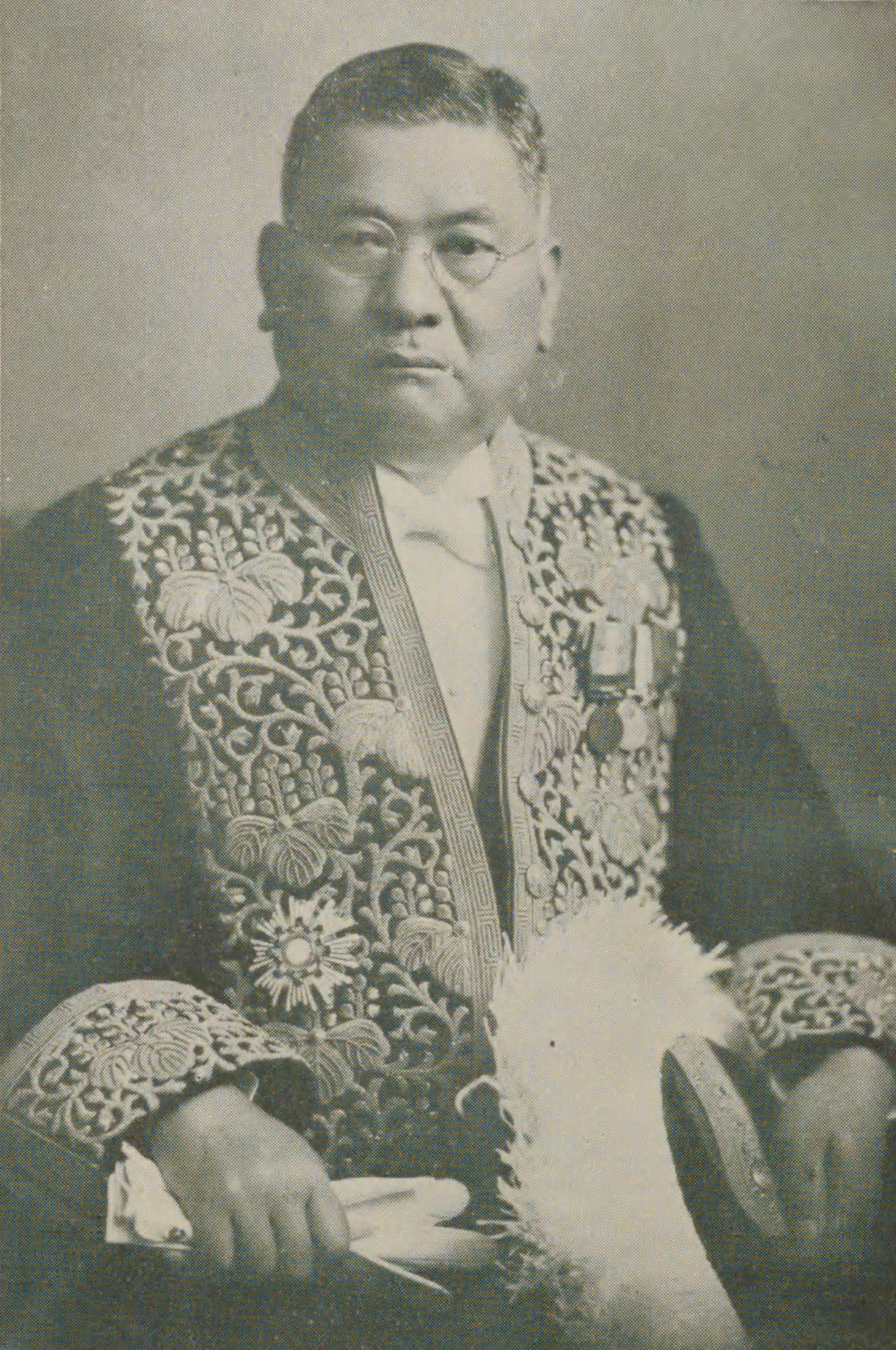
大礼服の原

原 脩次郎（はら しゅうじろう、1871年7月1日〈明治4年5月14日〉 - 1934年〈昭和9年〉3月6日）は、明治から昭和期の実業家、政治家。衆議院議員、拓務大臣、鉄道大臣。

## 経歴
現在の京都府綾部市で原虎好の二男として生まれる。1884年（明治17年）3月に綾部小学校を卒業し、その後、1886年（明治19年）まで代用教員を務める。1892年（明治25年）、弁護士事務所に入り、1893年（明治26年）、東京法学院に入学するも後に退学。
1896年（明治29年）、台湾新竹法院雇となり、裁判官心得に進む。1901年（明治34年）6月、台南県弁務署長に就任。同年11月、台湾総督府警視・保安課長に就任し、1904年（明治37年）12月に退職した。
その後、実業家に転じ、1906年（明治39年）12月、台湾東部拓殖支配人となる。1910年（明治43年）8月、台東拓殖合資会社を設立し代表社員に就任。さらに、台東拓殖製糖株式会社取締役、花蓮港電気株式会社社長などを務めた。
政界にも進出し、妻の実家のある茨城県から1912年（明治45年）5月の第11回衆議院議員総選挙に出馬し当選。1920年（大正9年）の総選挙で一度落選するものの1924年（大正13年）の総選挙で返り咲き、1932年（昭和7年）2月の総選挙で落選するまで6回の当選を果たした。
1931年（昭和6年）4月、第2次若槻内閣の拓務大臣に就任。同年9月、鉄道大臣に異動し、同年12月に内閣総辞職となるまで在任。その他、立憲民政党総務、顧問を務めた。

## 家族
- 子・原彪
- 娘婿（長女の夫）・斎藤亮（1898-1952） - 警察官僚・官選県知事
- 娘婿（四女の夫）・内田藤雄（1909-1992） - 駐西独日本大使[1]
- 孫・内田光子

## 栄典
- 1931年（昭和6年）5月14日 - 勲二等瑞宝章[2]

## 伝記
- 富岡福寿郎『原脩次郎先生』弘文社、1935年。